# Jaworzno
Jaworzno je mesto na jugu Poljske, v Šlezijskem vojvodstvu. Zgodovinsko Jaworzno spada k Mali Poljski in ne k Šleziji.
Trenutno ima mesto 89.827 prebivalcev (po oceni iz leta 2022). Mestna površina obsega 152,6 km². Župan je Paweł Silbert.